# Social katalogiseringstjeneste
En social katalogiseringstjeneste er en webapplikation designet til at hjælpe dens brugere med at katalogisere ting såsom bøger, film, musik med mere, som brugere ejer, er interesseret i, har læst eller set eller på anden måde har interageret med. De sociale katalogiseringstjenester giver brugerne mulighed for at dele kataloger og interagere med andre brugere baseret på fælles interesser.
Ligesom sociale netværkstjenester tilbyder sociale katalogiseringstjenester som regel også, at brugerne kan forbinde sig med hinanden som regel gennem venskab eller det at følge hinanden. På den måde kan brugerne følge med i andres kataloger, og nogle tjenester giver desuden mulighed for at kommentere eller på anden vis interagere med udgangspunkt i konkret indhold. På den måde opstår det sociale element, og tjenesterne adskiller sig derfor fra andre applikationer, der kun tilbyder kategorisering uden et virtuelt fællesskab bundet op på de enkelte brugeres kataloger.
Goodreads blev lanceret i 2006 og har siden begyndelsen været en socialt katalogiseringstjeneste. Platformen tilbyder et større kartotek af bøger og andet metadata herunder anmeldelser, citater og baggrundsoplysninger, og brugerne kan skabe deres egne subkataloger bestående af bøger, de eksempelvis har læst eller ønsker at læse. På samme måde tilbyder Letterboxd en platform, hvor brugerne kan logge film, de løbende ser, give filmene stjerner og skrive anmeldelser. Brugere kan følge hinandens forbrug af film og kommentere på andres anmeldelser.